# Colostethus poecilonotus
Colostethus poecilonotus — вид жаб родини дереволазових (Dendrobatidae). 

## Поширення
Ендемік Перу. Трапляється лише на півночі країни в провінції Бонгара регіону Амазонас. Населяє субтропічні вологі ліси та річки на висоті до 1000 м.